# Kurt Cobain
Kurt Donald Cobain, ameriški pevec in kitarist grunge glasbene skupine Nirvana, * 20. februar 1967, Aberdeen, Washington, ZDA, † 5. april 1994, Seattle, Washington, ZDA.
Kurt Cobain je s svojo skupino Nirvana zaznamoval glasbo v začetku 90-ih let dvajsetega stoletja. Z Nirvano je v takratnem času postal popularen grunge, ki so ga prej v večini poslušali le tisti, ki so ga ustvarjali. Potem pa je dobil svojo razsežnost po celotni zemeljski obli.

## Mladost
Cobain se je rodil 20. februarja 1967 mami Wendy in očetu Donaldu v kraju Aberdeen v ameriški zvezni državi Washington. Cobain je imel tudi sestro po imenu Kim in njuno otroštvo je bilo srečno vse do Kurtovega osmega leta, ko sta se njegova starša ločila. Od takrat naprej je postajal  vse bolj zagrenjen. Nekaj časa je živel pri mami, nato pri očetu in še pri nekaterih sorodnikih, na koncu pa je ostal pri mami, ki se je znova poročila. Kot otrok je imel namišljenega prijatelja(Boddah), kateremu naj bi bilo tudi namenjeno poslovilno pismo. Bil je hiperaktiven, zato mu je zdravnik predpisal zdravilo Ritalin, da se je v šoli lažje zbral. Zaradi tega zdravila je težko zaspal, zato je moral jemati tudi pomirjevala. V šoli se ni preveč ujel z vrstniki, večinoma se je družil z geji in se z ostalimi prepiral. Bil je umetniško nadarjen in med njegove najljubše predmete sta sodili umetnost in glasba. Kot otrok je poslušal le skupini The Beatles in The Monkees, kasneje mu je postal všeč trši rock, torej skupine kot Led Zeppelin, Black Sabbath, Kiss in punk rockerji Sex Pistols in The Clash. Ko je bil star 14 let, je dobil svojo prvo kitaro. Prvi pesmi, ki se ju je naučil igrati, sta bili »My Best Friend« in »Communication Breakdown«, ki sta ju v originalu izvajali skupini The Clash in Led Zeppelin. Pri petnajstih je začel poslušati lokalno skupino The Melvins in hodil je na vse njihove nastope. Ko je imel 17 let, je na enem od njihovih nastopov spoznal Krista Novoselica, s katerim sta kasneje ustvarila skupino Nirvana. Pri osemnajstih je pustil srednjo šolo in mama ga je vrgla iz hiše. Od takrat naprej je večkrat prespal pri prijateljih, včasih pa tudi pod mostovi, kar je kasneje omenjal v svojih besedilih. Krist in Kurt sta imela sanje o rock skupini in kmalu sta našla basista, Krist je igral kitaro in Kurt bobne. Kasneje se je basist poškodoval in ni mogel nadaljevati z igranjem, zato sta Kurt in Krist pričela igrati z nekaterimi člani iz skupine The Melvins. Kurt je skupino nekajkrat preimenoval in na koncu je nastala Nirvana.

## Nirvana
Cobain in Krist Novoselic sta skupino ustvarila konec 80-ih. Prvih nekaj let je v skupini igralo veliko različnih bobnarjev. Leta 1989 je Nirvana izdala svoj prvi album - Bleach, bobne je takrat igral Chad Channing. Cobain ni bil zadovoljen z njegovim igranjem, zato sta z Novoselicem spet iskala novega bobnarja. Preko skupnih poznanstev je v skupino prišel Dave Grohl, ki je močno zaznamoval glasbo skupine. Leta 1991 je Nirvana zaslovela z albumom Nevermind, ki se zmeraj znova pojavlja na različnih lestvicah v stilu »zgoščenke, ki jih morate imeti« in »top 100 najboljših rock albumov vseh časov«. Prvi singel na tem albumu je bil Smells Like Teen Spirit, ki je kmalu postal uporniška himna najstnikov po vsem svetu, za katero Kurt ni vedel, zakaj je ljudem tako všeč. Rekel je, da pesem govori o lenih najstnikih, ki ne počnejo nič in večino svojega časa porabijo nepomembne stvari, takšen je bil tudi on v svoji mladosti.
Sledila sta še albuma Incesticide (1992) in In Utero (1993), po Cobainovi smrti aprila 1994 pa so izšli še:
- november 1994: MTV Unplugged in New York,
- oktober 1996: From the Muddy Banks of the Wishkah,
- 2002: Nirvana,
- 2004: With the Lights Out
- 2005: Sliver: The Best of the Box.
- 2009: Live at Reading

Najznamenitejši hiti Nirvane:
- Smells like teen spirit (Kurtu ta pesem čez nekaj časa ni bila všeč zato so jo nehali izvajati)
- In bloom (Ta pesem je bila namenjena vsem »fanom«, ki so Nirvano poslušali zgolj zaradi priljubljenosti v tistem času)
- Something in the way (Opisuje kako je živel, ko je bil odgnan iz doma)
- Polly
- All apologies
- Lithium

Skupina Nirvana je nastopila tudi v Ljubljani, in sicer 27. februarja 1994. To je bil njihov predzadnji koncert. Zadnji koncert naj bi imeli v Italiji, a je Cobain pred nastopom zaužil približno 50 tablet proti bolečinam, ki jih je po grlu poplaknil s šampanjcem. Na koncertu je izgubil zavest in odpeljali so ga v bolnišnico, kjer so mu še pravočasno pomagali. Kurt je tudi omenjal, da ima zdravstvene težave, zakar se ni dobro počutil na odru.
Njegov avtoportret v otroškem stilu s turneje Nevermind je bil junija 2021 na dražbi dražbene hiše Julien's Auctions prodan za 232 tisoč evrov.

## Družina
Cobain se je 24. februarja 1992 poročil s Courtney Love, ki jo je spoznal leta 1989, par pa sta postala 1991. Courtney Love je bila že pred poroko noseča in je 18. avgusta 1992 rodila hčerko, ki sta jo poimenovala Frances Bean. Ime Frances je dobila po Frances McKee iz skupine The Vaselines, drugo ime, Bean, pa je izbral Cobain, ker se mu je zdela na ultrazvoku podobna fižolu. Zaradi odvisnosti od drog obeh staršev so Frances Bean za nekaj tednov dali v rejo Lovini sestri.

## Smrt
Cobainovo truplo so našli 8. aprila 1994. Že 3 dni je veljal za pogrešanega, saj je njegova žena, Courtney Love, v imenu Cobainove mame oddala prijavo za pogrešano osebo. Čeprav je vedno veliko ljudi mnenja, da je bil Kurt Cobain umorjen, je že leta 1994 obdukcija pokazala, da je smrt povzročil strel v glavo, ki naj bi si ga Cobain zadal sam. Obdukcija tudi ocenjuje, da je Cobain umrl že 5. aprila. V njegovi krvi je bila najdena večja količina heroina, zaradi katere bi Cobain verjetno umrl tudi, če se ne bi bil ustrelil.
Obstajajo domneve, da je bil Cobain umorjen, a do danes to še ni dokazano. Poslovilno pismo, velikost puške, s katero naj bi se ustrelil, ter ostali dokazi, tudi kreditne kartice, ki naj bi jih nekdo uporabljal po njegovi smrti, so razlogi za pomisleke, da Cobain ni storil samomora. Nekateri tudi trdijo da ga je ubila Courtney Love.